# Antiquark strange
Antiquark strange ou antiquark estranho é um antiquark, a antipartícula do quark estranho. Ele possui a mesmas características que o quark strange, ele tem massa estimada de ± 95 MeV/c2. O antiquark estranho é a antipartícula do quark strange, portanto as suas características têm o mesmo modulo que as do quark s,porém com as cargas contrárias: spin -1/2, carga elétrica 1/3, número bariônico -1/3 e estranheza +1, é o terceiro antiquark mais leve, sendo mais pesado que o antiquark U e o antiquark D.

## Compostos de antiquark estranho
- Alguns mésons D contêm um antiquark estranho.
- Um káon porta um antiquark strange.
- Algumas outras partículas compostas também portam o antiquark s.